# Собачья вошь
Собачья вошь (Linognathus setosus или Haematopinus piliferus) — вид вшей из семейства безглазых вшей (Linognathidae). Паразитирует на хищных млекопитающих из семейства псовых. Обнаружена на домашней собаке (Canis familiaris), койоте (Canis laterans), сером волке (Canis lupus), чепрачном шакале (Canis mesomelas), песце (Vulpes lagopus), песчаной лисе (Vulpes rueppelli ) и на рыжей лисе (Vulpes vulpes).

## Распространение
Космополитический вид — вместе с домашними собаками распространился по всему миру.

## Характеристика
Тело длиной 1,5-2 мм, сильно уплощено дорсовентрально. Самка откладывает яйца (гниды), которые прикрепляются к основанию волоса специальным «цементом». Индивидуальное развитие длится около 14 дней после вылупления из яйца. Паразитирует на волосистой коже, преимущественно на брюшной стенке, голове, шее и у основания хвоста. Если заражение сильно, оно может распространяться на все тело.